# Raul Ferrão
Raul Ferrão (n. 20 octombrie 1890, Lisabona, Portugalia – d. 30 aprilie 1953) a fost un compozitor portughez. Melodia lui de fado stil Coimbra intitulată Abril Em Portugal a devenit un mare hit mondial. Ferrão este considerat cel mai de succes compozitor internațional din istoria portugheză; este singurul din țara lui care a devenit muzician pop, care a contribuit la formarea muzicii în anii 1950 și 1960. O stradă din cartierul Benfica din Lisabona poartă numele lui.

## Biografie
Raul Ferrão provine din districtul Santos-o-Velho din Lisabona și a început pregătirea militară la o academie militară în 1907, la vârsta de 17 ani. În 1917 și 1918 a fost membru al Corpului Africa portughez și, prin urmare, un participant la Primul Război Mondial. După război a lucrat pentru scurt timp ca lector în științe militare la academia militară și ca inginer chimist. Apoi, din anii 1920, a început să-și urmărească înclinațiile artistice și a scris muzică pentru reviste și piese de teatru. După introducerea filmelor sonore în Portugalia, a lucrat și ca compozitor de muzică de film.
Pentru filmele A Canção de Lisboa (1933), primul film sonor al Portugaliei, și Maria Papoila (1937), a scris melodiile cântate în ele, precum Cancão da Papoila, Cancão de Lisboa, A agulha e o dedal, Castelos no ar, O balcãozinho, Fado do student. Alte fado-uri cunoscute, compuse de Ferrão au fost: Maria Severa, Fado da Madragoa, Não gosto de ti, Fado do Marinheiro. Alte melodii, inclusiv al doilea hit, dar numai în Portugalia, Lisboa não sejas francesa și altele au fost cântate de Nicolau Breyner, Teresa Salgueiro, Beatriz Costa sau Camané. Mai târziu a fost lansat și un LP, care rezumă celebrele Marș de la Lisabona (Marchas da Lisboa) scrise între 1940 și 1952. Cel mai faimos a fost Marcha da Mouraria din 1940.
A decedat la 30 aprilie 1953, la Lisabona la vârsta de 62 de ani, fără să-și dea seama de deplinul succes al operei sale. Fiul său, Ruy Ferrão, este un cunoscut regizor și producător TV în Portugalia.

## Compoziții (selecție)

### Cântece
- Cochicho
- As Camélias
- Burrié
- Velha Tendinha
- Rosa Enjeitada
- Ribatejo
- Lisboa Não Sejas Francesa, compusă inițial pentru opereta A Invasão

### Muzică de film (selecție)
- 1933 - Canção de Lisboa și A Agulha e o Dedal interpretată de Beatriz Costa, Fado do Estudante inerpretată de Vasco Santana pentru filmul A Canção de Lisboa, regia José Cottinelli Telmo
- 1937 - Canção da Papoila interpretată de Mirita Casimiro în filmul Maria Papoila, regia José Leitão de Barros[4]
- 1947 - Coimbra, pentru filmul Capas Negras, regia Armando de Miranda
- 1947 - Só à Noitinha interpretată de Amália Rodrigues în filmul Fado, História d'uma Cantadeira, regia Perdigão Queiroga[5]
- 1949 - Fado do Silêncio interpretată de Amália Rodrigues în filmul Sol e Toiros, regia José Buchs
- 1949 - Fado Eugénia Câmara interpretată de Amália Rodrigues în filmul Vendaval Maravilhoso, regia José Leitão de Barros[6]

### Marșuri
- 1935 - Là Vai Lisboa - Grande Marcha de Lisboa de 1935
- 1935 - Marcha de Alfama de 1935
- 1935 - Marcha da Mouraria

### Operete
- A Invasão
- Ribatejo
- Nazaré
- Colete Encarnado
- Senhora da Atalaia

## Discografie selectivă
- Recordando Raúl Ferrão, EMI – 8E 054 40449, Vinyl, LP, Compilation, Various artists.[7]
- 1984 Os Maiores Sucessos Da Música Portuguesa, Valentim De Carvalho,

9 x Vinyl, LP, Compilation, Club Edition, Stereo
- 2004 O melhor de Raul Ferrão,	EMI – 7243 5 968857 2 4, CD, Album, Compilation, Stereo[9]